# دروجنايا غوركا (مقاطعة ليبيتسك)
دروزهنايا غوركا (بالروسية: Дружная Горка) هي مدينة في مقاطعة ليبيتسك أوبلاست في روسيا. يبلغ عدد سكانها حوالي 3603 نسمة.